# توماش هاليك
توماش هاليك (ولد في 1 يونيو 1948) هو كاهن روماني كاثوليكي وفيلسوف وعالم لاهوت. وهو أستاذ علم الاجتماع بجامعة تشارلز في براغ، وراعي الأبرشية الأكاديمية لكنيسة القديس سالفاتور في براغ، ورئيس الأكاديمية المسيحية التشيكية. منذ عام 1989، حاضر في عدد من الجامعات والمؤتمرات العلمية الدولية في أوروبا والولايات المتحدة وآسيا وأستراليا وكندا وجنوب أفريقيا. كان أيضًا أستاذًا زائرًا في جامعة أكسفورد وجامعة كامبريدج وجامعة هارفارد.